# Locomotiva kkStB 73
Le locomotive kkStB 73 erano locomotive a vapore, di rodiggio 0-4-0, per servizio merci delle Kaiserlich-königliche österreichische Staatsbahnen (ferrovie imperial regie austriache).

## Storia
Le locomotive appartenenti al gruppo austriaco KkStB 73 vennero costruite in 454 unità a partire dal 1885 e fino al 1909 dalle principali industrie dell'Impero austro-ungarico per le esigenze di trasporto merci delle Ferrovie di Stato austriache (Kaiserlich-königliche österreichische Staatsbahnen).
Le prime macchine, le 73.01-04, vennero assegnate alla Ferrovia dell'Arlberg e in seguito, le 73.23-28 per la ferrovia della Galizia. Il gruppo 73 venne utilizzato principalmente in Galizia, nella Bucovina, in Boemia e Moravia, nelle linee attorno a Vienna e Salisburgo, nel Tirolo e sulla ferrovia del Vorarlberg. In seguito all'immissione in servizio di locomotive più potenti, del tipo 170, 270, 180 e 80 una parte delle locomotive vennero declassate al servizio di manovra.
Come altri gruppi anche le "73" vennero coinvolte nel risarcimento dei danni di guerra imposti all'Austria alla fine della prima guerra mondiale e assegnate alle nazioni alleate vincitrici. Un gruppo di 25 unità venne reimmatricolato nel parco rotabili delle Ferrovie dello Stato italiane assumendo la classificazione di 424.001-025; un gruppo più consistente di 233 unità andò alla Polonia divenendo PKP TP 15. Le ferrovie della Cecoslovacchia ne ebbero 119 unità immatricolate come gruppo ČSD 414.0, 17 locomotive giunsero in Romania alla CFR e 4 unità alla JDZ come serie 133. Solo 44 locomotive rimasero in Austria assegnate alle BBÖ, il resto andò disperso nel corso della guerra.
In seguito all'annessione dell'Austria da parte del Terzo Reich la Deutsche Reichsbahn incorporò tutte le 44 macchine come DR 55.5701-5744 e nel corso delle ostilità della seconda guerra mondiale anche le ex 73 ČSD divennero DR 55.5745-5819, le locomotive PKP DR 55.5832-5864 e 55.5866-5897) e una JDZ, DR 55.5865 per DR.
Alla fine della seconda guerra mondiale le ÖBB riebbero assegnate alcune decine di macchine che sopravvissero fino al 1964.

## Caratteristiche
Si trattava di macchine a vapore saturo, a quattro assi accoppiati, di concezione già antiquata ma robuste, atte a servizi merci. Il motore era a due cilindri a semplice espansione e agiva sul terzo asse mediante una biella. La locomotiva aveva la distribuzione interna di tipo Gooch. Il passo rigido era di 2550 mm su 3.900 mm tra assi estremi. Il quarto asse era stato messo in grado di spostarsi trasversalmente di circa 13 mm per facilitare l'inscrizione in curve strette. 
La locomotiva poteva affrontare curve con raggio di 100 m e tirare un treno di 500 tonnellate su pendenza del 10 per mille alla velocità di 15 km/h e 200 t su pendenza del 25 per mille a 12 km/h.